# Pleistocene Parken
Met pleistocene parken wordt gerefereerd aan parken met flora en fauna, die kenmerkend zijn voor het pleistoceen. 

## Ecologische parken
Aan het eind van het pleistoceen is een groot aantal dieren uitgestorven of sterk in aantal gereduceerd. De relatieve grote omvang van deze dieren, daarom de megafauna genoemd, suggereert dat de vroege mens een hand heeft gehad in dit uitsterven, grotere diersoorten zijn immers meer vatbaar voor uitsterven door mensenhanden. In pleistocene parken probeert men zo veel mogelijk verschillende diersoorten uit het pleistoceen, dus vrijwel alle dieren maar met name de soorten die tot voor 10.000 jaar geleden zeer succesvol waren en nu niet meer, bijeen te brengen om hiermee de onderlinge invloed van deze megafauna te bestuderen.
De theorie van de grote grazers is hierbij zeer belangrijk. Grote grazers creëren door hun eetgedrag de omstandigheden waarin andere (kleinere) diersoorten ook weer meer voedsel kunnen vinden, waardoor een zelfversterkend ecosysteem ontstaat. De meest beroemde pleistocene diersoort is natuurlijk de uitgestorven mammoet en het is de vraag of een pleistoceen ecosysteem kan bestaan zonder het gegraas van deze ultieme grote grazer. In de toekomst is het wellicht mogelijk een mammoet te klonen uit cellen van bevroren mammoeten, die gevonden zijn in de Siberische permafrost. In 2019 meldden wetenschappers dat in de cellen van een 28.000 jaar oude bevroren Siberische mammoet aanwijzingen werden herkend voor biologische activiteit. 
Voorlopig worden er redelijk succesvolle pogingen gedaan andere pleistocene diersoorten zoals de oeros en de tarpan terug te fokken uit bestaand genetisch materiaal. Deze teruggefokte diersoorten kunnen dan weer hun ecologisch onmisbare niche innemen in deze parken.
Dit idee wordt op veel plekken op aarde in de praktijk gebracht, maar de meest vergaande ideeën komen uit de Verenigde Staten en Rusland, twee landen waar er nog voldoende 'lege plekken' zijn om een dergelijk park mogelijk te maken.

## Verenigde Staten
De belangrijkste voorstander van dit idee in de Verenigde Staten is Josh Donlan, een onderzoeker aan de Cornell University. Hij pleit in een artikel in het blad Nature voor het creëren van uitgestrekte natuurgebieden in het Amerikaanse gebied van de Great Plains.
Door hier soorten te introduceren, die hier ooit hebben geleefd, zoals de Mexicaanse reuzengopherschildpad, de bizon en de gaffelantilope en de equivalenten van de uitgestorven pleistocene megafauna kan hier een unieke biotoop ontstaan. Deze werd 10.000 jaar geleden tot een einde gebracht door de eerste menselijke jagers. De verarming van de dierenwereld, die dit opleverde, is ook nu nog zichtbaar. De gaffelantilope ontwikkelde zich bijvoorbeeld tot het snelste hoefdier op aarde in een co-evolutie met het Amerikaanse jachtluipaard (Miracinonyx). Het uitsterven van dit roofdier leverde een vreemde situatie op: een antilope die negentig kilometer per uur kan lopen terwijl geen enkel roofdier (in Amerika) daar zelfs maar bij in de buurt kan komen. Door de Aziatische/Afrikaanse cheeta hier als vervanger uit te zetten wordt de band tussen roofdier en prooi hersteld.
Enkele andere mogelijke introducties zijn de Aziatische/Afrikaanse leeuw als vervanging voor de uitgestorven Holenleeuw (Amerikaanse), de Aziatische/Afrikaanse olifant voor de mammoet, het przewalskipaard voor het Amerikaanse paard en de bactrische kameel voor de westelijke kameel. De ontstane dierenverzameling zou een vergroting van de genenpoel kunnen vormen voor met uitsterven bedreigde diersoorten. De Great Plains kampen al jaren met dalende bevolkingscijfers en de landbouw levert maar weinig op door onregelmatige regenval. Een dergelijk pleistoceen park zou zich kunnen vertalen in toeristendollars voor dit gebied. Het idee om verloren gegane soorten te vervangen door equivalenten is ook bekend onder de Engelse term 'pleistocene rewilding'.

## Siberië

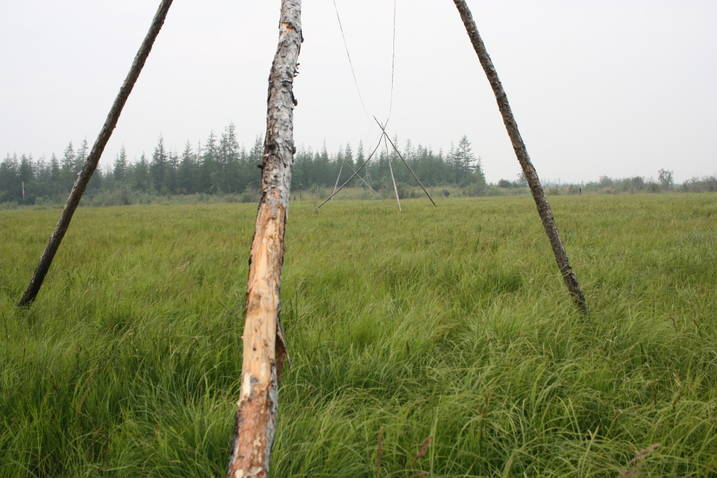
Pleistoceen park

In het Siberische deelgebied Jakoetië nabij de plaats Tsjerski proberen wetenschappers van het Noordoostelijke Wetenschapsstation (uit Tsjerski) en het Graslanden Instituut (uit Jakoetsk) onder leiding van de Russische wetenschappers Sergej en zoon Nikita Zimov op een stuk toendra gelegen aan de rivier de Kolyma een stuk pleistocene mammoetsteppe te recreëren door er allerlei dieren op te laten grazen. De bizon, de muskusos, de jakoet, het rendier en de eland zijn enkele van de soorten die reeds uitgezet zijn. Een toekomstige introductie zou bijvoorbeeld een groot roofdier kunnen zijn als de Siberische tijger of een andere steppegrazer als de saïga of de jak. De grote grazers verstoren met hun hoeven de toplaag van de grond en er wordt grasgroei mogelijk. De mossen, die hier dominant waren verdwijnen nu eerst tijdelijk, maar door de constante begrazing en bemesting blijft het gras ook aanwezig. Dit gras kan op zijn beurt weer nog grotere hoeveelheden grazers voeden.
Zimov probeert hiermee mede aan te tonen dat het menselijke bejaging was, die een einde maakte aan het bestaan van de mammoetsteppe en niet een klimaatsverandering. Als laatste wordt hiermee een poging gedaan de ontdooiing van de Siberische permafrost (veroorzaakt door het versterkte broeikaseffect) af te remmen. Het idee is dat de grote grazers in de winter de sneeuwlaag vertrappelen waardoor de kou veel dieper in de grond kan doordringen. Hierdoor zou het vrijkomen van grote hoeveelheden opgeslagen koolstof en methaan worden voorkomen. Het huidige (omheinde) natuurreservaat (zakaznik) is ongeveer 160 km² groot. Dit kan als het project succesvol blijkt te zijn vergroot worden tot 600 km². In het laatste stadium worden alle omheiningen weggehaald en kunnen de dieren zich verspreiden over het 500.000 km² grote Laagland van Kolyma. Mocht het ooit lukken een mammoet te klonen, dan is er hier ten minste één leefgebied voor dit dier gecreëerd.